# Llengües britòniques
Les llengües britòniques formen una de les dues subdivisions de la famíla lingüística insular cèltica - l'altra és la branca goidèlica. El nom Britònic fou adaptat per Sir John Rhys de la paraula gal·lesa Brython, que fa referència als britons nadius en contraposició als anglosaxons o altres invasors.
Aquestes llengües s'han parlat a Gran Bretanya i Irlanda (incloent-hi l'Illa de Man) des de com a mínim l'edat de ferro fins avui en dia, al principi com a llengües majoritàries però actualment com a llengües minoritàries a Gal·les i Cornualla. A Irlanda, l'Illa de Man i Escòcia, les llengües britòniques han estat substituïdes per llengües godèliques. L'emigració també ha creat comunitats lingüísticament britones a Bretanya i la Patagònia.

## Evidència
Hi ha diversos tipus de fonts que ens proporcionen informació sobre les llengües britòniques. Quant a les llengües primerenques, trobem informació a les monedes, inscripcions i comentaris d'autors clàssics, així com en els topònims i noms de persona que aquests autors van citar. Quant a llengües més tardanes, trobem informació en les obres medievals i en els parlants nadius actuals d'aquestes llengües, i com en el cas de les llengües primerenques, en els topònims.

## Característiques
La branca també rep el nom de cèltic-P (com el gal) perquè el reflex del fonema protoindoeuropeu * kw és p, en lloc de c com en el goidèlic. Aquesta nomenclatura sol implicar una acceptació de la hipòtesi del cèltic-P en lloc de la hipòtesi del cèltic insular.
Altres característiques destacables són:
- el tractament de -m, -n com a -am, -an.
- s- inicial seguida d'una vocal canvià a h-
- conservació de les nasals originals seguides de -t
- sp, sr, sv/sw esdevingueren f, fr, chw
- totes les altres s- inicials caigueren si precedien una consonant
- v esdevingué gw mentre que en goidèlic esdevingué f
- les plosives dobles esdevingueren fricatives: pp, cc, tt esdevingueren f, ch (c'h), th (z) si precedien una vocal o una líquida
- les plosives sordes simples i les sonores d, b i m en posició intervocàlica esdevingueren fricatives

## Classificació
Aquesta és la classificació lingüística de les llengües britòniques:
- Britònic comú
  - Picte (probablement)
  - Antic irlandès (possiblement)
  - Pre-Manx (possiblement)
  - Britó
    - Britó antic, que originà:
    - Romanobritó
    - Britònic oriental
    - Britònic occidental, que originà:
      - Cúmbric
      - Gal·lès

    - Britònic sud-occidental, que originà:
      - Bretó
      - Còrnic

Les principals llengües britòniques d'avui en dia són el gal·lès i el bretó - ambdós sobreviuen com a llengües comunitàries. El còrnic s'extingí a finals del segle xviii, però durant el segle xx començà un intent de reviure l'idioma que encara continua. També cal destacar el cúmbric, ja extingit, i possiblement el també extingit picte, tot i que és millor considerar aquest últim com un germà de les llengües britòniques. El difunt Kenneth H. Jackson argumentà als anys 50, a partir d'alguns dels pocs exemplars d'inscripcions sobre pedra que queden, que els pictes podrien haver parlat una llengua no indoeuropea, però alguns estudiosos actuals del picte no hi estan d'acord.